# Koffiemakkakreek
De Koffiemakkakreek, ook wel Kofimakka Kreek, is een rivier in Suriname. Het is een zijrivier van de Nickerie, waarin het uitmondt op het punt waar de Nickerie zuidwaarts een grensrivier begint te vormen tussen de districten Nickerie en Coronie. De kreek is gedeeltelijk bevaarbaar.
Ben Scholtens verbond de naam van de kreek aan de Kofimaka, een alternatieve naam van de marronstam Kwinti. Deze naam is een vernoeming naar Kofi die de stam leidde tot zijn dood in 1827. Koffie makka is eveneens de naam van een wilde koffieplant.